# Renaudicoris
Renaudicoris is een geslacht van wantsen uit de familie van de Reduviidae (Roofwantsen). Het geslacht werd voor het eerst wetenschappelijk beschreven door André Villiers in 1961.

## Soorten
Het genus bevat de volgende soorten:

- Renaudicoris laticollis Villiers, 1961
- Renaudicoris maculipennis Villiers, 1961
- Renaudicoris niger Villiers, 1961
- Renaudicoris trimaculatus Villiers, 1961
- Renaudicoris variegatus Villiers, 1961
- Renaudicoris viettei Villiers, 1961